# Соснина (Львовская область)
Соснина (укр. Соснина) — село в Жолковской городской общине Львовского района Львовской области Украины.
Население по переписи 2001 года составляло 185 человек. Занимает площадь 3,775 км². Почтовый индекс — 80331.